# Ca l'Espinoi
Ca l'Espinoi és un edifici de Collsuspina (Moianès) inclòs a l'Inventari del Patrimoni Arquitectònic de Catalunya.

## Descripció
Es tracta d'un edifici de mitjanes dimensions cobert amb teulada a dues vessants i de façanes arrebossades. Destaca la façana principal per la disposició de les finestres a banda i banda, una sobre l'altra. En la part central hi ha un portal amb volta de mig punt i damunt mateix del balcó de pedra treballada com en el cas de les restants obertures. Aquest balcó està datat a l'any 1832.

## Història
Cal no confondre aquesta casa amb l'Espinoi que és una casa rural als afores del nucli tot i que en dur el mateix nom poden estar relacionades.